# 中国人类学民族学研究会
中国人类学民族学研究会是中华人民共和国从事人类学、民族学、民族问题研究的团体和个人组成的全国性、学术性、非营利性社会团体，由国家民族事务委员会主管，2007年3月在北京市成立。